# Горьковчане в Великой Отечественной войне (мемориал)
«Горьковчане в Великой Отечественной войне» — мемориал, посвящённый нижегородцам, павшим в годы Великой Отечественной войны. Расположен в Нижнем Новгороде, внутри Кремля, на территории бывшего Мининского сада.
Авторы проекта — архитекторы С. А. Тимофеев, Б. С. Нелюбин, В. Я. Ковалёв.

## История создания
Проектирование и строительство мемориала проходило в сжатые сроки, с экономией средств. Главный архитектор города Юрий Бубнов организовал конкурс на идею мемориала и место его расположения. Победителями были признаны сразу три проекта: архитектор Борис Нелюбин выбрал место на бровке откоса у обелиска в честь Минина и Пожарского, изобразив две низкие Z-образные стелы; архитектор Василий Ковалёв — прямоугольную трёхметровую стелу в другом месте; архитектор Сергей Тимофеев — квадратную плиту с Вечным огнём на месте снесённой Успенской церкви. Авторов объединили в один творческий коллектив и поручили выполнить единый проект.
Место размещения мемориального комплекса было принято по проекту Нелюбина — в центре между тремя важными точками кремля: обелиском Минину и Пожарскому, Часовой башней и Архангельским собором. Расположенный на данном участке Мининский сад в тот момент представлял собой неухоженное, сильно запущенное пространство. Зелёные насаждения преимущественно состояли из американского клёна и берёз. Чтобы избежать «социального напряжения», под организацию площадки для мемориала городские власти тайно спилили и вывезли из кремля за одну ночь более 300 деревьев.
Проект мемориала дорабатывался в институте «Горьковгражданстрой». Авторский надзор и координацию всех работ выполнял С. А. Тимофеев. Все работы держал под личным контролем первый секретарь Обкома КПСС М. Т. Ефремов. В срочном порядке решались вопросы подводки газа, устройства музыкального сопровождения и озеленения территории. Две плакучие ивы были найдены в дельте Волги, выкопаны и размещены в комплексе согласно проекту. 
9 мая 1965 года к 20-летию Победы состоялось торжественное открытие мемориала. В 1970 году по проекту архитектора В. Я. Ковалёва мемориал был дополнен танком Т-34.

## Описание памятника
Ключевым элементом в ансамбле мемориала выступает плита с Вечным огнём, поставленная на одной оси с обелиском Минину и Пожарскому. Связующим элементом между ними стала низкая стела. Завершающим элементом авторы поставили высокую стелу вдоль поперечной композиции оси — главного подхода к мемориалу. 
Низкая стела и плита с Вечным огнём были выполнены из железобетона с облицовкой из тонких гранитных плит. На плите высечены рисунки двух воинов авторства художника Валентина Любимова. Из полнотелого гранита удалось выполнить только парапет на бровке откоса и все ступени. Покрытие площади изначально было выполнено из монолитной мозаичной смеси (цемент с мраморной крошкой).
По поводу размещения текстов на мемориале было много дискуссий, но в итоге было решено списки погибших оставить в книге памяти или замуровать в капсулу, а на стелах разместить только фамилии героев Великой Отечественной войны и кавалеров Ордена Славы разной степени. На низкой стеле было размещено стихотворение поэта В. В. Половинкина. Все шрифтовые изображения в граните выполнил художник Э. Э. Ламстер.
В 2010 году был проведён капитальный ремонт мемориала. Мозаичное покрытие территории заменили на гранитные плиты и брусчатку. Плиту с Вечным огнём облицевали новыми плитами. На высокой стеле все торцевые плиты и плиты с текстами заменили на новые, при этом выбросив плиту с фамилиями авторов мемориала, не восстанавливая текст.